# Nancy Sinatra
Nancy Sandra Sinatra (Jersey City, New Jersey, 1940. június 8.) amerikai énekesnő és színésznő. Frank Sinatra amerikai énekes lánya, Frank Sinatra, Jr. énekes és Tina Sinatra televíziós műsorvezető nővére. Legismertebb dala az 1965-ös These Boots are Made for Walkin, amely 1966 február végén egy hétig vezette a Billboard Hot 100 slágerlistát, és 2020-ban felvették a Grammy Hall of Fame-be is.

## Élete

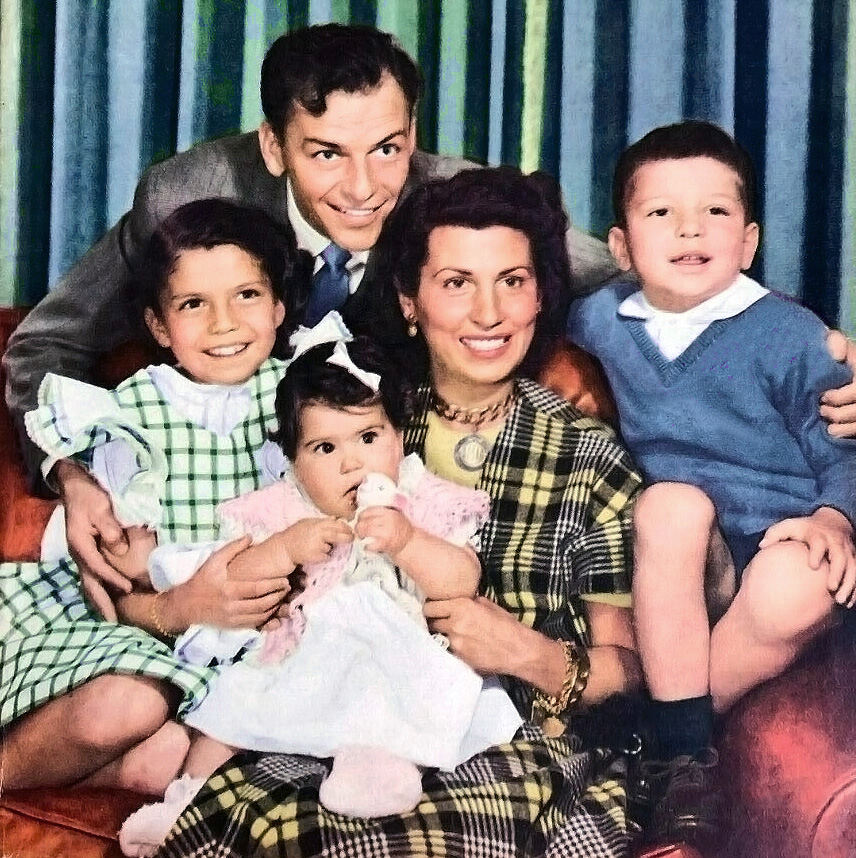
A Sinatra család 1949-ben. Bal szélen Nancy

Nancy Sinatra 1940. június 8-án született a New Jersey állambeli Jersey Cityben. Frank Sinatra három gyermeke közül ő a legidősebb. Mindkét szülője olasz származású volt.  Amikor kisgyermek volt, a család a New Jersey állambeli Hasbrouck Heights-be költözött. Később újra a kaliforniai Toluca Lake-be költöztek apja hollywoodi karrierje miatt. Sok évet töltött ott zongora-, tánc- és drámaoktatáson.
Kétszer házasodott, első férjével, Tommy Sands énekessel 1960-ban. Tőle öt évvel később elvált. 1970-ben újra férjhez ment, ezúttal Hugh Lambert vette feleségül. Vele a férj 1985-ös haláláig élt együtt. Tőle két gyermeke született: Angela Jennifer "AJ" Lambert Paparozzi és Amanda Catherine Lambert Erlinger.

## Diszkográfia

### Stúdióalbumok
- 1966 - Boots
- 1966 - How Does That Grab You?
- 1966 - Nancy in London
- 1967 - Country, My Way
- 1967 - Sugar
- 1969 - Nancy
- 1972 - Woman
- 1995 - One More Time
- 2004 - Nancy Sinatra

### Válogatásalbumok
- 1970 - Nancy's Greatest Hits
- 1973 - This Is Nancy Sinatra
- 1986 - The Hit Years
- 1989 - Fairy Tales and Fantasies: The Best of Nancy and Lee
- 1997 - Lightning's Girl: Greatest Hits, 1965-1971
- 1998 - How Does It Feel
- 2001 - The Very Best Of: 24 Great Songs
- 2002 - California Girl

## Filmográfia
- 1964 - For Those Who Think Young
- 1964 - Get Yourself A College Girl
- 1965 - Marriage on the Rocks
- 1966 - The Ghost in the Invisible Bikini
- 1966 - The Last of the Secret Agents?
- 1966 - The Oscar
- 1966 - The Wild Angels
- 1968 - Speedway